# Withnail i jo
Whitnail i jo (títol original: Withnail and I) és una pel·lícula britànica dirigida i escrita per Bruce Robinson, estrenada el 1987. Guionista de Els crits del silenci, Bruce Robinson realitza aquí la seva primera pel·lícula de ficció. La pel·lícula és considerada de culte en els països anglosaxons. Ha estat doblada al català.

## Argument
Londres, 1969. Withnail i Marwood són dos actors que conviuen en un pis brut, llardós. Esperen des de fa mesos aconseguir un paper que els permeti omplir el seu compte bancari desesperadament buit. Esperant aquest gran dia, passen les jornades no fent res en el seu apartament alimentant-se » d'alcohol i pastilles. Un dia, las i découragés, decideixen de marxar de vacances. Arriben a casa de l'oncle de Withnail, un homosexuel obès que prova de seguida de seduir Marwood. Aquest últim és llavors cridat de Londres: li proposen el primer paper per una obra.

## Repartiment
- Richard E. Grant: Withnail
- Paul McGann: Marwood
- Richard Griffiths: l'oncle Monty
- Ralph Brown: Danny
- Michael Elphick: Jake
- Eddie Tagoe: Ed
- Daragh O'Malley: l'irlandès
- Michael Wardle: Isaac Parkin
- Una Brandon-Jones: madame Parkin
- Noel Johnson: el general